# Nicèfor I de Constantinoble
Nicèfor I de Constantinoble (en llatí: Nicephorus, en grec antic: Νικηφόρος) va ser un eclesiàstic romà d'Orient, patriarca de Constantinoble i historiador. És venerat com a sant per diverses confessions cristianes. És conegut amb els qualificatius de Patriarca, Homologeta i Confessor.
Fill de Teodor, que era notari i secretari en cap de l'emperador Constantí V Coprònim (741-775), va ser ell mateix notari de Constantí VI (780-797), i va ser present al Segon Concili de Nicea on va defensar les imatges, tema pel qual el seu pare ja havia estat enviat dues vegades a l'exili. Cansat de les intrigues de la cort, es va retirar a un convent fins al 806 quan va ser cridat per ocupar el patriarcat a la mort del patriarca de Constantinoble Tarasi. L'any 814 es va oposar a l'emperador Lleó V l'Armeni que va emetre un edicte contra les imatges. Lleó el va deposar el 815 i Nicèfor es va retirar al convent de Sant Teodor a una de les illes de la Propòntida on va morir el 2 de juny del 828.
Va deixar diverses i importants obres, apreciades tant pel seu contingut com pel seu estil, destacant: 
- Κωνσταντινονπόλεως Ἱστορια σύντομος, Breviarium Historicum, conegut simplement com el Breviarium, una història del període entre l'assassinat de 'emperador maurici, l'any 602 fins al matrimoni de Lleó IV amb Irene d'Atenes l'any 770.
- Chronologia Compendiaria s. Tripartita. Una obra que va des d'Adam fins a l'època de l'autor. Cap a l'any 872 la va traduir al llatí Anastasi el Bibliotecari.
- Ἀντιρρητικῶν Λόγοι III. El promer llibre és un escrit contra Constantí V Coprònim.
- Στιχομετρία, s. Indiculus Libr. Sacror. Algunes fonts diuen que no era de Nicèfor, sinó que va ser escrita abans del seu temps.
- Confessio Fidei ad Leonem III Papam.
- Canones Breviculi XVII
- Canones (alii) XXXVII
- Epistola continens XVII Interrogationes de Re Canonica cum Responsionibus.

Fabricius l'inclou a la Bibliotheca Graeca.